# Егон фон Фюрстенберг (1946 – 2004)
Едуард Егон Петер Паул Джовани Фюрстенберг (на италиански: Eduard Egon Peter Paul Giovanni Fürstenberg) е швейцарски моден дизайнер и аристократ от рода Фюрстенберги.

## Биография
Роден е през 1946 г. в Лозана, Швейцария, и е кръстен от бъдещия папа Йоан XXIII. Той е второто от трите деца на принц Тасило цу Фюрстенберг (1903 – 1987) и на съпругата му Клара Анели (1920 – 2016), сестра на бившите шефове на Фиат Джовани и Умберто Анели. Има една сестра – Ира фон Фюрстенберг (1940 – 2024), италианска актриса, светска личност и дизайнерка на бижута и предмети за бита, и един брат – Себастиан Фюрстенберг (* 1950), банкер. Има и двама природени братя от втория брак на баща си.
Израства във Венеция. Следва икономика в Женева, Швейцария, където се запознава с бъдещата си съпруга – белгийката с американско гражданство Диан Симон Мишел Алфен (1945). На 16 юли 1969 г. двамата сключват брак в Монфор-л'Амори, Франция. След това се преместват в Ню Йорк. Диан става известна модна дизайнерка под името „Диан фон Фюрстенберг“. От този брак се раждат две деца: Александър Егон (1970) и Татяна Дезире (1971). Двойката се разделя през 1972 г. и се развежда през 1983 г. Диан се омъжва за медийния магнат Бари Дилър през 2001 г.
В Ню Йорк Егон открива страстта си към модата. Учи в Fashion Institute of Technology (FIT) и Parson's School of Design. От 1975 г. нататък работи като моден дизайнер и пуска собствена колекция от ризи и пуловери за Блумингдейл. Първоначално работи като купувач за Мейсис – един от най-големите универсални магазини в света, като проектира дамска мода с голям размер. По-късно разширява колекцията си, за да включва всички области на модата. В допълнение към дрехите по мярка проектира и готови артикули. 
През 1978 г. компаният аму се разраства бързо, разширявайки влиянието си в различни сектори и пазарни цели.
Пише две книги: The Power Look – ръководство за мода и добър вкус и The Power Look at Home: Decorating for Men – книга за обзавеждане. 
През 80-те г. е в Италия и докато продължава да пътува между Европа и Съединените щати, открива първия си офис в Милано; впоследствие в Рим отваря първото му ателие – отправна точка за света на аристокрацията, политиката и развлеченията. Той си сътрудничи с киното и телевизията и все повече се занимава с интериорен дизайн. Именно през тези години се ражда неговата марка Epoque by Egon Furstenberg от срещата с г-н Чикарели, собственик на компанията. Плодотворното партньорство, което продължава 25 години, никога не приключва въпреки преждевременната смърт на Егон.
През 1983 г. се жени за втората си съпруга Лин Маршал, от която няма деца. 
През 1991 г. участва за първи път в Дните на Висшата мода в Рим със собствено шоу.
През 2000 г., по време на световния гей парад в Рим, той открито декларира своята бисексуалност в интервю за в. „Република“. Има връзка с журналиста от Квебек Мишел Жируар в продължение на петнадесет години. 
57-годишният Фюрстенберг, известен също като „Принцът на висшата мода“, почива неочаквано рак на черния дроб през 2004 г. в Болница „Спаланцани“ в Рим. Погребан е в семейния гроб в Щробл в Австрия.